# 五十嵐武士
五十嵐 武士（いがらし たけし、1946年（昭和21年）8月6日 - 2013年（平成25年）5月6日）は、日本の政治学者。東京大学名誉教授。専門はアメリカ政治史、日米関係史。秋田県生まれ。斎藤眞に師事した。

## 経歴
略歴は以下のとおり。
- 1965年3月 - 秋田県立秋田高等学校を卒業する。
- 1969年6月 - 東京大学法学部第3類を卒業する。
- 1969年4月 - 東京大学法学部助手（学士助手）。
- 1976年4月 - 筑波大学社会科学系講師。
- 1978年9月 - 東京大学法学部助教授
- イェール大学、バージニア大学にて在外研究
- 1985年6月 - 東京大学法学部教授
- 1986年-1987年、米国ウィルソンセンター研究員
- 1991年4月 - 東京大学大学院法学政治学研究科教授（大学院重点化による）。
- 2009年3月 - 東京大学定年退官。
- 2009年4月 - 桜美林大学大学院国際学研究科教授、東京大学名誉教授。
- 2013年5月6日 - 膵臓癌のため死去[4]。

## 社会的活動
- アメリカ学会会長（2006年 - 2008年）
- アメリカ学会副会長（2002年 - ）
- 日本国際政治学会理事（1990年 - ）
- 日本比較政治学会会長（2002年 - 2004年）
- 日米教育委員会委員（1998年 - 2003年）
- 財団法人日米教育交流振興財団審査委員長（2006年 - ）

## 著作

### 単著
- 『アメリカの建国――その栄光と試練』（東京大学出版会, 1984年）
- 『対日講和と冷戦――戦後日米関係の形成』（東京大学出版会, 1986年）

改題『戦後日米関係の形成――講和・安保と冷戦後の視点に立って』（講談社［講談社学術文庫］, 1995年）
- 『政策革新の政治学――レーガン政権下のアメリカ政治』（東京大学出版会, 1992年）
- 『日米関係と東アジア――歴史的文脈と未来の構想』（東京大学出版会, 1999年）
- 『覇権国アメリカの再編――冷戦後の変革と政治的伝統』（東京大学出版会, 2001年）

### 共著
- （福井憲彦）『世界の歴史（21）アメリカとフランスの革命』（中央公論社, 1998年／中公文庫, 2008年）

### 編著
- 『日本のODAと国際秩序』（日本国際問題研究所, 1990年）
- 『アメリカの多民族体制――「民族」の創出』（東京大学出版会, 2000年）
- 『変貌するアメリカ太平洋世界（2）太平洋世界の国際関係』（彩流社, 2005年）
- 『アメリカ外交と21世紀の世界――冷戦史の背景と地域的多様性をふまえて』（昭和堂, 2006年）

### 共編著
- （阿部斉）『アメリカ現代政治の分析』（東京大学出版会, 1991年）
- （中村政則・天川晃・尹健次）『戦後日本――占領と戦後改革（全6巻）』（岩波書店, 1995年）
  - 1巻「世界史のなかの1945年」
  - 2巻「占領と改革」
  - 3巻「戦後思想と社会意識」
  - 4巻「過去の清算」
  - 5巻「戦後民主主義」
  - 6巻「戦後改革とその遺産」
- （古矢旬・松本礼二）『アメリカの社会と政治』（有斐閣, 1995年）
- （天川晃）『戦後日本史と現代の課題』（築地書館, 1996年）
- （北岡伸一）『「争論」東京裁判とは何だったのか』（築地書館, 1997年）
- （阿部斉）『アメリカ研究案内』（東京大学出版会, 1998年）
- （油井大三郎）『アメリカ研究入門［第3版］』（東京大学出版会, 2003年）

### 訳書
- 『アメリカ革命　アメリカ古典文庫16』（斎藤眞共訳、研究社出版, 1978年）
- エリク・H・エリクソン『歴史のなかのアイデンティティ――ジェファソンと現代』（みすず書房, 1979年）

## 門下生
- 久保文明
- 中野勝郎
- 岡山裕
- 西山隆行